# Hans Weber (componist)
Hans Weber (Kaltenleutgeben bij Wenen, 1886 - ?) was een Oostenrijks componist en dirigent.

## Biografie
Weber studeerde aan het Wiener Konservatorium in Wenen onder andere als leerling van Robert Fuchs. In 1907 werd hij lid van het muziekkorps van het Infanterie-Regiment Nr. 84 in Krems. Na de Eerste Wereldoorlog was hij dirigent van talrijke harmonieorkesten. Als docent voor piano was hij werkzaam aan het Conservatorium Wenen. 

## Composities

### Werken voor harmonieorkest
- Die Fahrt ins Blaue, ouverture
- Festmusik
- Hoch vom Dachstein, fantasie
- Ich hat einen Kameraden
- Lydia Polka
- Schloss Maissau
- Über den Sternen

- Gemeinsame Normdatei: 138684235
- International Standard Name Identifier: 0000 0000 6487 6766
- Virtual International Authority File: 90947632
- WorldCat: E39PBJv4gPfFGppD7Vd8QJVgrq